# Alex Borstein
Alexandrea Borstein, detta Alex (Highland Park, 15 febbraio 1971), è un'attrice, doppiatrice, comica, sceneggiatrice e produttrice televisiva statunitense.
È nota principalmente per il personaggio di Susie Myerson nella serie televisiva La fantastica signora Maisel, che le è valsa tre Emmy, due Critics' Choice Television Award e due Screen Actors Guild Award, oltre a una candidatura al Golden Globe. È inoltre la voce originale del personaggio di Lois Griffin, nel franchise di animazione I Griffin, e del personaggio di Wonder Woman, nel franchise animato Robot Chicken.

## Biografia
Alexandrea Borstein cresce in una famiglia di religione ebraica. Dal 1997 al 2009 è nel cast fisso dello sketch show MADtv, di cui è inoltre sceneggiatrice di oltre 100 episodi. Dal 1999 presta ininterrottamente la voce al personaggio di Lois Griffin nella versione originale del franchise I Griffin: nella serie animata I Griffin (Family Guys), di cui ha anche prodotto 107 episodi e sceneggiato 45; nel film La storia segreta di Stewie Griffin (Stewie Griffin: The Untold Story, 2005), di cui è anche co-sceneggiatrice e co-produttrice; nei videogiochi Family Guy Video Game! (2006), I Griffin: Ritorno al multiverso (Family Guy: Back to the Multiverse, 2012), Family Guy: The Quest for Stuff (2014) e Warped Kart Racers (2022).
Dal 2001 al 2022 presta la voce ad alcuni personaggi nella serie animata Robot Chicken, tra i quali le supergals della DC Comics Catwoman e Giganta, oltre ai personaggi di Demi Moore e Hester Prynne, ma soprattutto è legata al personaggio di Wonder Woman, principale suo ruolo nella serie animata, oltre che nei film per la televisione incentrati sull'universo DC  Robot Chicken: DC Comics Special (2012), Robot Chicken DC Comics Special II: Villains in Paradise (2014) e Robot Chicken DC Comics Special 3: Magical Friendship (2015). Compare in film quali: Catwoman (2004), diretto da etto da Pitof e con Halle Berry nei panni della donna-gatto; Good Night, and Good Luck. (2005), diretto da George Clooney; Killers (2010), diretto da Robert Luketic; A cena con un cretino (Dinner for Schmucks, 2010) diretto da Jay Roach.
Dal 2000 al 2007 prende parte ad alcuni episodi della serie Una mamma per amica (Gilmore Girls) e, nel 2016, al suo sequel, la miniserie televisiva in quattro episodi diretta da Amy Sherman-Palladino e Daniel Palladino, Una mamma per amica - Di nuovo insieme (Gilmore Girls: A Year in the Life), in cui interpreta vari personaggi, principalmente Drella e Miss Celine. Dal 2011 al 2015 è co-sceneggiatrice e co-produttrice della serie Shameless, nella quale inoltre interpreta il ruolo minore di Lou Deckner. Dal 2018 al 2023 è protagonista, nel ruolo di Susie Myerson, manager teatrale di New York a capo della Susie Myerson e Associati, accanto a Rachel Brosnahan (Miriam Maisel), della pluripremiata serie televisiva statunitense di Prime Video ideata, prodotta, scritta e diretta da Amy Sherman-Palladino e Daniel Palladino, La fantastica signora Maisel (The Marvelous Mrs. Maisel), che le vale due Primetime Emmy Awards, come migliore attrice non protagonista in una serie commedia (2018, 2019), e una candidatura, per la medesima categoria, ai Golden Globe del 2019.

## Vita privata
È stata sposata dal 1999 al 2014 con l'attore Jackson Douglas ed ha due figli: Barnaby, nato nel 2008, e Henrietta, nata nel 2012. 

## Filmografia

### Attrice

#### Cinema
- Le ragazze del Coyote Ugly (Coyote Ugly), regia di David McNally (2000)
- Brown Eyed Girl, regia di Jackson Douglas - cortometraggio (2001)
- Bad Boy, regia di Victoria Hochberg (2002)
- Showtime, regia di Tom Dey (2002)
- Lizzie McGuire - Da liceale a popstar (The Lizzie McGuire Movie), regia di Jim Fall (2003)
- Babbo bastardo (Bad Santa), regia di Terry Zwigoff (2003)
- Seeing Other People, regia di Wallace Wolodarsky (2004)
- Catwoman, regia di Pitof (2004)
- Billy's Dad Is a Fudge-Packer!, regia di Jamie Donahue - cortometraggio (2004)
- Derby in famiglia (Kicking & Screaming), regia di Jesse Dylan (2005)
- Good Night, and Good Luck., regia di George Clooney (2005)
- Quel nano infame (Little Man), regia di Keenen Ivory Wayans (2006)
- Drop Dead Gorgeous (In a Down-to-Earth Bombshell Sort of Way), regia di Jackson Douglas - direct-to-video (2006)
- Take Alex to Work Day, regia di Dan Karcher - cortometraggio documentario (2006)
- The Pre Nup, regia di Martin Jay Weiss - cortometraggio (2007)
- Sguardo nel vuoto (The Lockout), regia di Scott Frank (2007)
- Killers, regia di Robert Luketic (2010)
- A cena con un cretino (Dinner for Schmucks), regia di Jay Roach (2010)
- For Christ's Sake, regia di Jackson Douglas (2010)
- Ted, regia di Seth MacFarlane (2012)
- Un milione di modi per morire nel West (A Million Ways to Die in the West), regia di Seth MacFarlane (2014)
- Natale all'improvviso (Love the Coopers), regia di Jessie Nelson (2015)
- Man Rots from the Head, regia di Janicza Bravo - cortometraggiio (2016)
- Alex Borstein: Corsetti e costumi da clown (Alex Borstein: Corsets & Clown Suits), regia di Scott Ellis - documentario (2022)

#### Televisione
- MADtv – serie TV, 134 episodi (1997-2009)
- Una mamma per amica (Gilmore Girls) - serie TV, 9 episodi (2000-2007)
- Titus - serie TV, episodio 3x13 (2002)
- Life at Five Feet - film TV (2002)
- 3-South - serie TV, episodi 1x03-1x08-1x09 (2002-2003)
- Frasier - serie TV, episodio 10x20 (2003)
- Friends – serie TV, episodio 9x20 (2003)
- The Thick of It, regia di Christopher Guest - film TV (2007)
- Shameless – serie TV, 5 episodi (2011-2015)
- Hot in Cleveland - serie TV, episodio 3x15 (2012)
- A passo di danza (Bunheads) - serie TV, 1x01-1x12 (2012-2013)
- Workaholics – serie TV, 3 episodi (2012-2016)
- M.Y.C., regia di Sascha Ciezata - cortometraggio TV (2013)
- Getting On – serie TV, 18 episodi (2013-2015)
- Masters of Sex - serie TV, episodio 3x07 (2015)
- Life in Pieces – serie TV, episodio 1x06 (2015)
- Una mamma per amica - Di nuovo insieme (Gilmore Girls: A Year in the Life), regia di Amy Sherman-Palladino e Daniel Palladino - miniserie TV, episodi 1x01-1x04 (2016)
- Son of Zorn - serie TV, episodio 1x08 (2016)
- La fantastica signora Maisel (The Marvelous Mrs. Maisel) – serie TV, 43 episodi (2017-2023)
- Resident Alien - serie TV, episodio 2x03 (2022)

#### Videoclip
- Gordi Unready, regia di Madeleine Purdy (2020)

### Doppiatrice

#### Cinema
- La storia segreta di Stewie Griffin (Stewie Griffin: The Untold Story), regia di Pete Michels e Peter Shin (2005) - Lois Griffin
- ParaNorman, regia di Sam Fell e Chris Butler (2012)
- Angry Birds - Il film (The Angry Birds Movie), regia di Clay Kaytis e Fergal Reilly (2016)
- Estinti... o quasi (Extint), regia di David Silverman e Raymond S. Persi (2021)
- Troppo cattivi (The Bad Boys), regia di Pierre Perifel (2022)
- The Bad Guys in Maraschino Ruby, regia di Nelson Yokota - cortometraggio direct-to-video (2022)

#### Televisione
- Power Rangers - serie animata, 4 episodi (1993-1994)
- BeetleBorgs - serie animata, episodio 1x32 (1996)
- Power Rangers Zeo – serie animata, 42 episodi (1996)
- I Griffin (Family Guy) – serie animata, 409 episodi (1999-2023) - Lois Griffin e altri
- Gary & Mike - serie televisiva, episodio 1x04 (2001)
- Robot Chicken – serie animata, 16 episodi (2001-2022) - Catwoman, Demi Moore, Hester Prynne, Wonder Woman e altri
- Drawn Together - serie animata, episodi 2x10-2x12 (2006)
- Slacker Cats - serie animata, 10 episodi (2007-2009)
- Seth MacFarlane's Cavalcade of Cartoon Comedy - serie animata, 6 episodi (2008-2010)
- Glenn Martin - Dentista da strapazzo (Glenn Martin DDS) - serie animata, episodio 1x12 (2009)
- The Cleveland Show – serie animata, 18 episodi (2009-2013)
- Robot Chicken: DC Comics Special, regia di Seth Green - film TV (2012) - Wonder Woman, Giganta e altre
- Robot Chicken DC Comics Special II: Villains in Paradise, regia di Seth Green e Zeb Wells - film TV (2014) - Wonder Woman
- Robot Chicken DC Comics Special 3: Magical Friendship, regia di Tom Sheppard e Zeb Wells - film TV (2015) - Wonder Woman
- Bordertown – serie animata, 12 episodi (2016)
- American Dad! - serie animata, episodio 11x19 (2016)
- Animals. - serie animata, episodio 2x02 (2017)
- Awkwafina è Nora del Queens (Awkwafina Is Nora from Queens) - serie TV, episodio 2x07 (2021)

#### Videogiochi
- Family Guy Video Game!, regia di Steve Callaghan (2006) - Lois Griffin
- I Griffin: Ritorno al multiverso (Family Guy: Back to the Multiverse), regia di Marc Vulcano (2012) - Lois Griffin
- Family Guy: The Quest for Stuff (2014) - Lois Griffin
- Warped Kart Racers, regia di Nicholas Lovell (2022) - Lois Griffin

### Produttrice

#### Cinema
- La storia segreta di Stewie Griffin (Stewie Griffin: The Untold Story), regia di Pete Michels e Peter Shin (2005) - Lois Griffin
- Take Alex to Work Day, regia di Dan Karcher - cortometraggio documentario (2006)
- Drop Dead Gorgeous (In a Down-to-Earth Bombshell Sort of Way), regia di Jackson Douglas - direct-to-video (2006)
- Bombardier Blood, regia di Patrick James Lynch - documentario (2019)
- Alex Borstein: Corsetti e costumi da clown (Alex Borstein: Corsets & Clown Suits), regia di Scott Ellis - documentario (2022)

#### Televisione
- I Griffin (Family Guy) – serie animata, 107 episodi (2005-2023)
- Seth & Alex's Almost Live Comedy Show, regia di Jackson Douglas, Louis J. Horvitz, Brian Iles e Pete Michels - film TV (2009)
- Shameless - serie TV, 35 episodi (2011-2013)

### Sceneggiatrice

#### Cinema
- La storia segreta di Stewie Griffin (Stewie Griffin: The Untold Story), regia di Pete Michels e Peter Shin (2005) - Lois Griffin
- Drop Dead Gorgeous (In a Down-to-Earth Bombshell Sort of Way), regia di Jackson Douglas - direct-to-video (2006)
- Alex Borstein: Corsetti e costumi da clown (Alex Borstein: Corsets & Clown Suits), regia di Scott Ellis - documentario (2022)

#### Televisione
- Casper - serie animata, episodi sconosciuti (1996)
- MADtv - serie TV, 114 episodi (1997-2002)
- Monster Rancher (モンスターファーム?, Monsutā Fāmu) - serie animata, episodi sconosciuti (1998)
- Histeria! - serie animata, 5 episodi (1998-1999)
- Pinky, Elmyra & the Brain - serie animata, episodio 1x15 (1999)
- I Griffin (Family Guy) – serie animata, 45 episodi (1999-2007)
- Life at Five Feet - film TV (2002)
- Seth & Alex's Almost Live Comedy Show, regia di Jackson Douglas, Louis J. Horvitz, Brian Iles e Pete Michels - film TV (2009)
- Shameless - serie TV, 5 episodi (2011-2013)

## Libri
- (EN) Alex Borstein, Seth MacFarlane e Cherry Cheva, Family Guy. It takes a Village Idiot, and I Married One, It Books, 2007, ISBN 978-0-061-14332-8.
- (EN) Alex Borstein, Bubble Guppies. Happy Halloween, 2021, ISBN 979-8-538-91339-8.

## Personaggi famosi imitati
- Emma Bunton
- Fran Drescher
- Marie Osmond
- Mary Bono
- Roseanne Barr
- Rosie O'Donnell
- Tori Spelling

## Doppiatrici italiane
Nelle versioni in italiano delle opere in cui ha recitato, Alex Borstein è stata doppiata da: 
- Tatiana Dessi ne La fantastica signora Maisel, Resident Alien
- Antonella Rinaldi in Good Night, and Good Luck.
- Chiara Salerno in Una mamma per amica
- Cristina Aubry in Catwoman
- Sabrina Duranti in Shameless
- Cinzia De Carolis in Natale all'improvviso
- Chiara Colizzi in Getting On

Come doppiatrice è stata sostituita da:
- Daniela Calò in Troppo cattivi, Troppo cattivi 2
- Antonella Rinaldi in I Griffin (Lois)
- Irene Di Valmo in I Griffin (Loretta)
- Antonella Alessandro in I Griffin (Tricia)
- Graziella Polesinanti in I Griffin (Marge Simpson-ep. 6x2)
- Patrizia Scianca in Power Rangers Zeo